# Tremonti (Band)
Tremonti ist eine US-amerikanische Metal-Band aus Orlando, Florida. Die Band steht bei Napalm Records unter Vertrag und hat bislang sechs Studioalben veröffentlicht.

## Geschichte

### Gründung undAll I Was

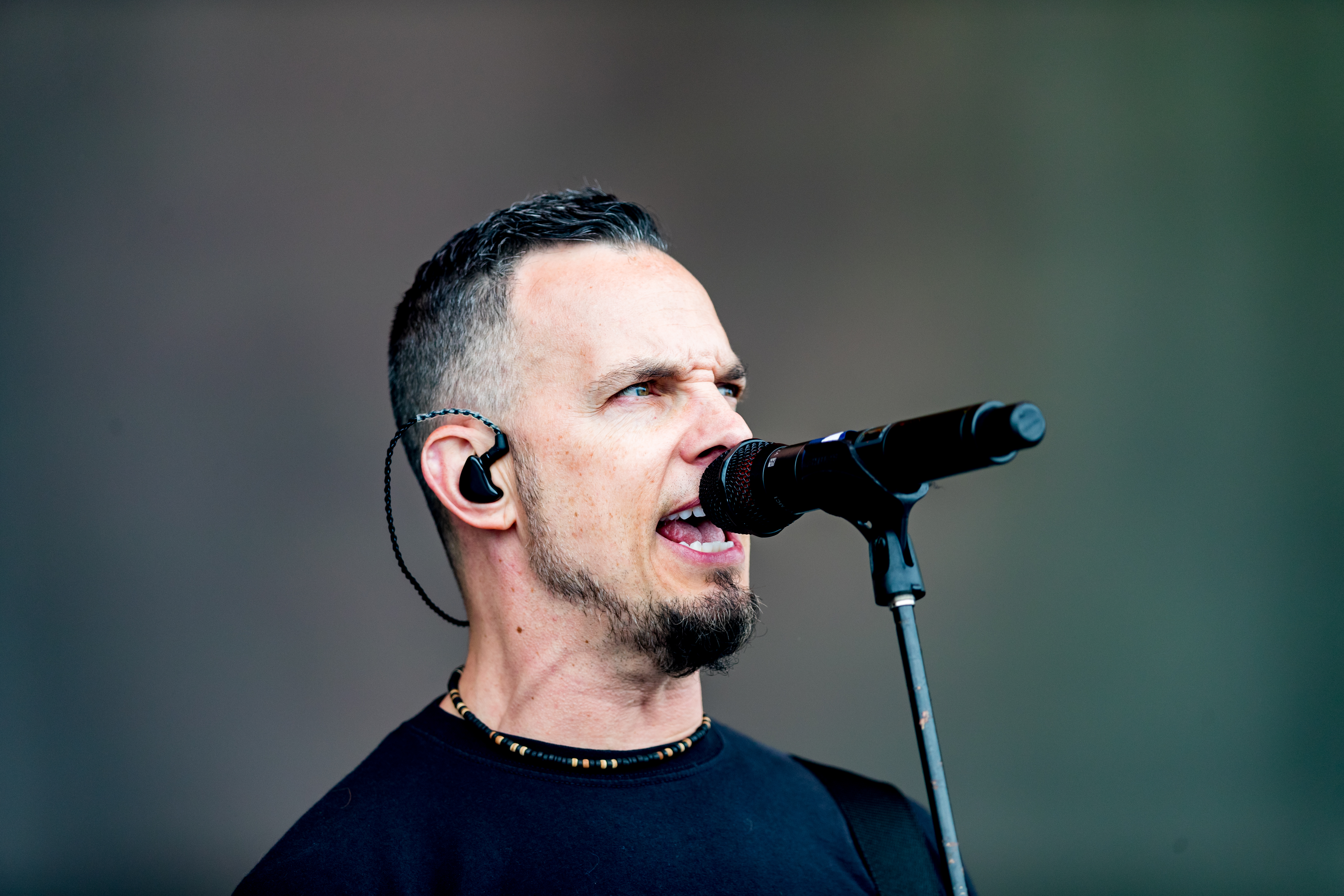
Mark Tremonti (Gesang, Gitarre)

Gründer und Namensgeber der Band ist der Creed- und Alter-Bridge-Gitarrist Mark Tremonti. Dieser entschloss sich dazu, ein Soloalbum zu machen, da er nach eigener Aussage so viele Lieder schreiben würde, die er nicht veröffentlichen könne, weil sie musikalisch nicht zu seinen Hauptbands Creed bzw. Alter Bridge passen würden. Zusammen mit den beiden Submersed-Musikern Eric Friedman (Gitarre, Bass) und Garrett Whitlock (Schlagzeug) nahm Tremonti, der zusätzlich noch den Gesang übernahm, das Debütalbum All I Was auf, das von Michael Baskette produziert wurde. Für die Aufnahmen nutzte Tremonti ein dreimonatiges Zeitfenster, in dem Alter-Bridge-Sänger Myles Kennedy mit Slash auf Tournee war. All I Was erschien im Juli 2012 über das Plattenlabel Fret12, das Tremonti zusammen mit seinem Bruder gründete, und erreichte Platz 29 in den US-amerikanischen Albumcharts. Gleichzeitig spielte die Band ihr erstes Konzert in Orlando. Bei den ersten Konzerten half der Creed- und Alter-Bridge-Bassist Brian Marshall aus, bevor Wolfgang Van Halen im September 2012 zunächst als Livemusiker die Band unterstützte und danach festes Mitglied wurde. Wolfgang Van Halen ist der Sohn des Van-Halen-Gitarristen Eddie Van Halen und Neffe des Van-Halen-Schlagzeugers Alex Van Halen.

### CauterizeundDust

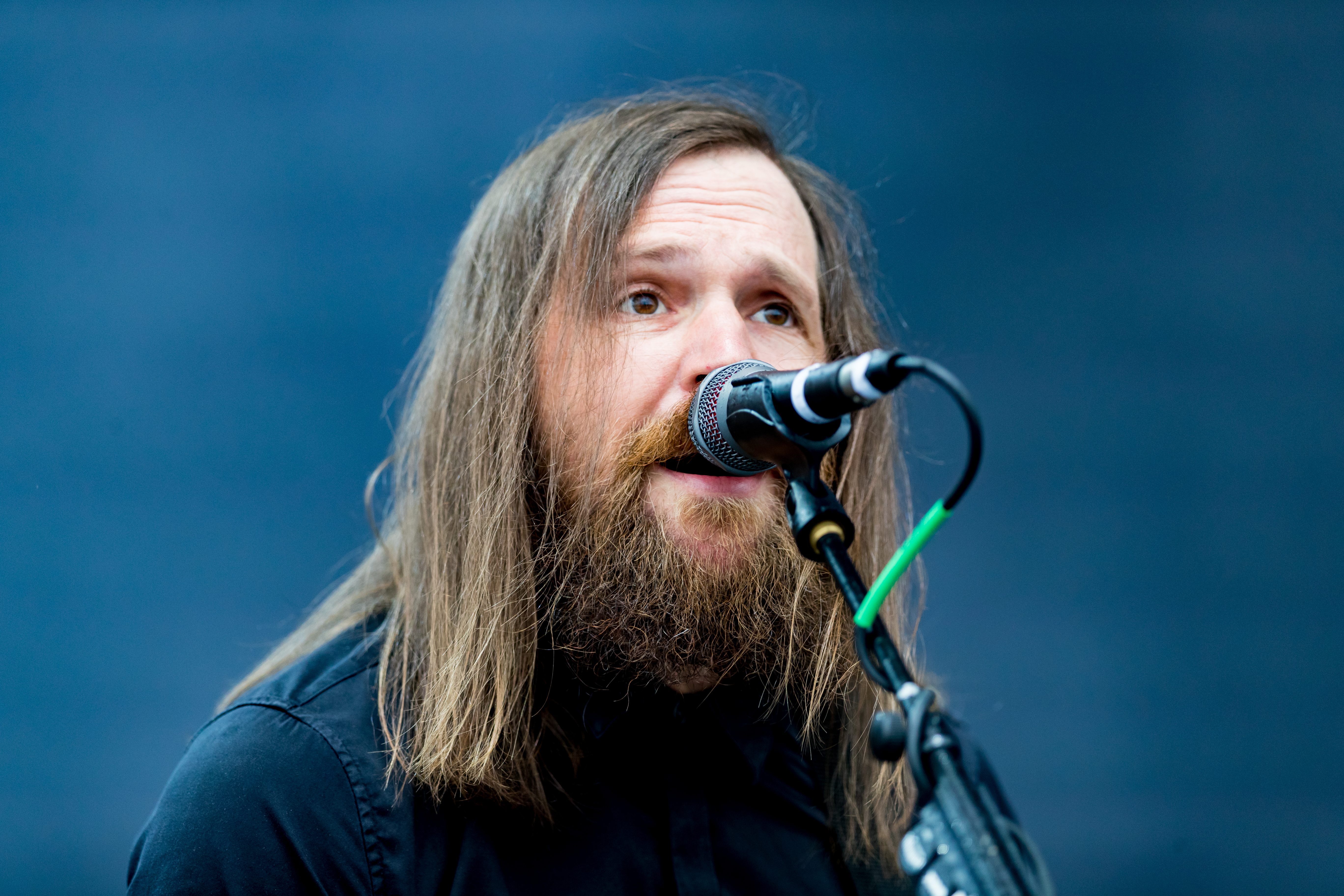
Erik Friedman (Gitarre)

Bei den Loudwire Music Awards 2012 wurden Tremonti in der Kategorie Best New Artist nominiert, unterlagen als Zweiter jedoch dem Musiker Deuce. Ein Jahr später kehrte Mark Tremonti zu Alter Bridge zurück und veröffentlichte das Album Fortress. Im Sommer 2014 begann Mark Tremonti mit der Arbeit an einem zweiten Studioalbum. Die Band arbeitete erneut mit dem Produzenten Michael Baskette zusammen und nahm dabei im Herbst 2014 20 Lieder auf. Zunächst war die Veröffentlichung eines Doppelalbums geplant, jedoch verwarf die Band diesen Plan wieder. Mark Tremonti erklärte in einem Interview, dass bei einem Doppelalbum nicht jedem dieser Lieder die Aufmerksamkeit geschenkt worden wäre, die es verdient hätte. Stattdessen wurden zeitversetzt zwei Alben mit jeweils zehn Liedern veröffentlicht. Den Anfang machte Cauterize im Juni 2015. Das Album erreichte Platz 20 in den US-amerikanischen und Platz 34 in den deutschen Albumcharts.
Bei der folgenden Tournee, bei der die Band unter anderem auf dem Download-Festival und dem Graspop Metal Meeting spielte, musste die Band auf Wolfgang Van Halen verzichten, der mit seiner Stammband Van Halen gleichzeitig auf Tournee war. Als Ersatzmann fungierte Tanner Keegan. Im Herbst 2015 folgte eine Co-Headlinertournee durch die USA mit Trivium, bevor Mark Tremonti mit Alter Bridge erneut ins Studio ging, um das neue Album The Last Hero aufzunehmen. Bei den Loudwire Music Awards 2015 wurde Mark Tremonti als bester Gitarrist ausgezeichnet. Im April 2016 folgte mit Dust das dritte Studioalbum seiner Soloband mit der zweiten Hälfte der im Herbst 2014 aufgenommenen Lieder. Bereits im Vorfeld stellte die Band klar, dass es sich bei den Liedern des Albums Dust nicht um B-Seiten oder Wegwerflieder handelt. Dust erreichte Platz 34 in den US-amerikanischen und Platz 31 in den deutschen Charts. Im Sommer 2016 spielten Tremonti auf diversen Festivals in Europa wie z. B. dem Rockavaria, dem Graspop Metal Meeting, den Sonisphere Festival, dem Hellfest, Copenhell, FortaRock Festival und dem Rock in Vienna.

### A Dying Machine

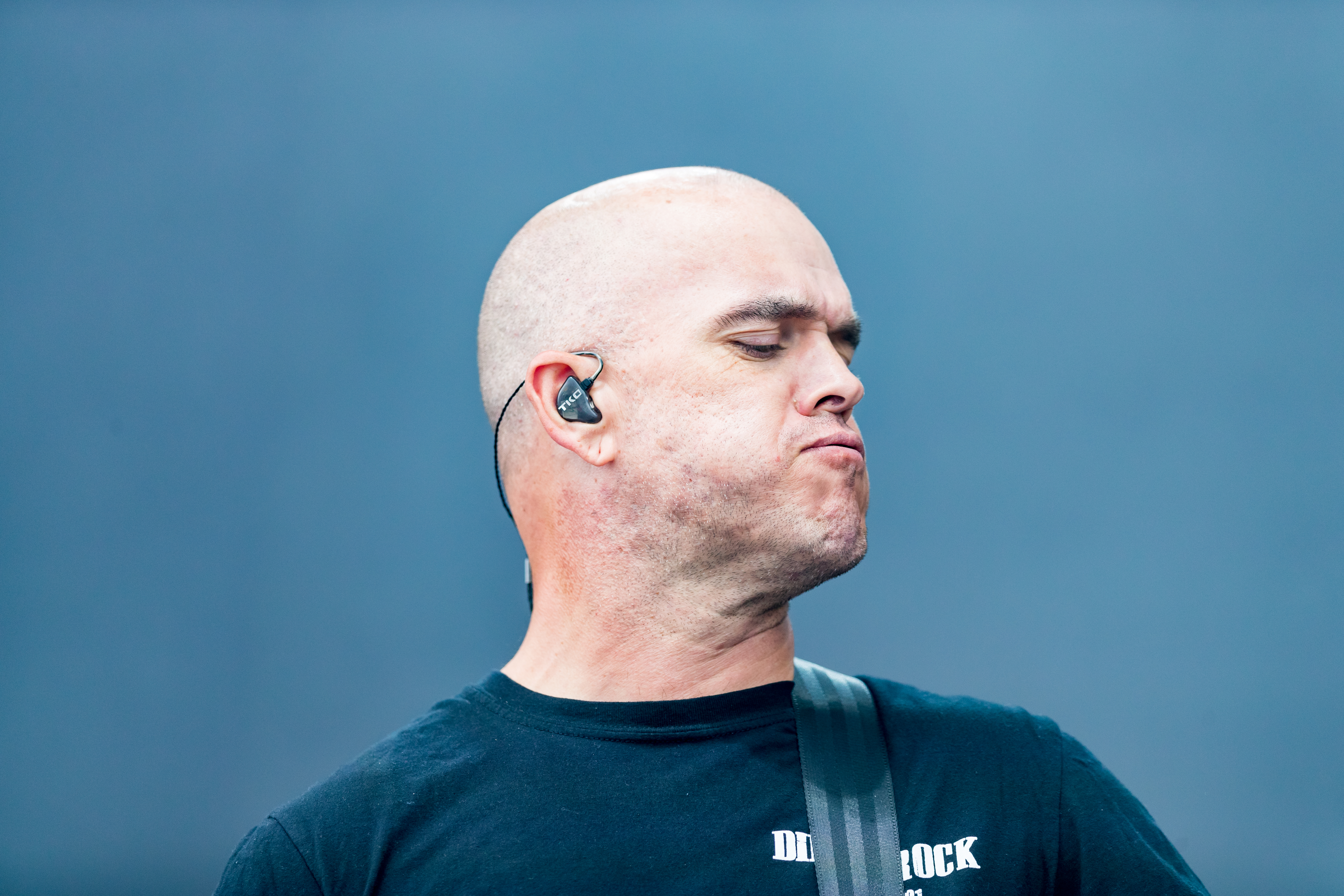
Tanner Keegan (Bass)

Im Februar 2018 unterzeichnete die Band einen Vertrag mit Napalm Records, bei der Mark Tremontis Stammband Alter Bridge bereits unter Vertrag steht. Am 8. Juni 2018 wurde das vierte Studioalbum A Dying Machine veröffentlicht, welches erneut von Michael Baskette produziert wurde. Wolfgang Van Halen wurde bei der Ankündigung des Albums bereits nicht mehr als Mitglied geführt. Es ist das erste Konzeptalbum der Bandgeschichte. Die Geschichte spielt am Ende des 21. Jahrhunderts und handelt von Menschen und künstlichen Lebensformen, die versuchen, miteinander zu koexistieren. Mark Tremonti arbeitet mit dem Autor John Shirley an einer Buchveröffentlichung. A Dying Machine erreichte Platz drei der Schweizer, Platz 14 der österreichischen, Platz 18 der deutschen und Platz 19 der britischen Albumcharts. In den USA erreichte das Album lediglich Platz 57.
Im Sommer folgte eine Headlinertournee durch Europa sowie einzelne Konzerte im Vorprogramm von Iron Maiden und Festivalauftritte beim Wacken Open Air, den Metaldays und Copenhell. Für die US-Tour im Herbst 2018 musste die Band aus nicht näher genannten persönlichen Gründen auf Schlagzeuger Garrett Whitlock verzichten. Als Ersatzmann half mit Ryan Bennett ein langjähriger Freund von Eric Friedman aus. Im Frühjahr 2019 tourten Tremonti zusammen mit Sevendust durch die Vereinigten Staaten. Anschließend widmete Mark Tremonti sich wieder Alter Bridge, die im Oktober 2019 das Album Walk the Sky veröffentlichten.

### Marching in Time

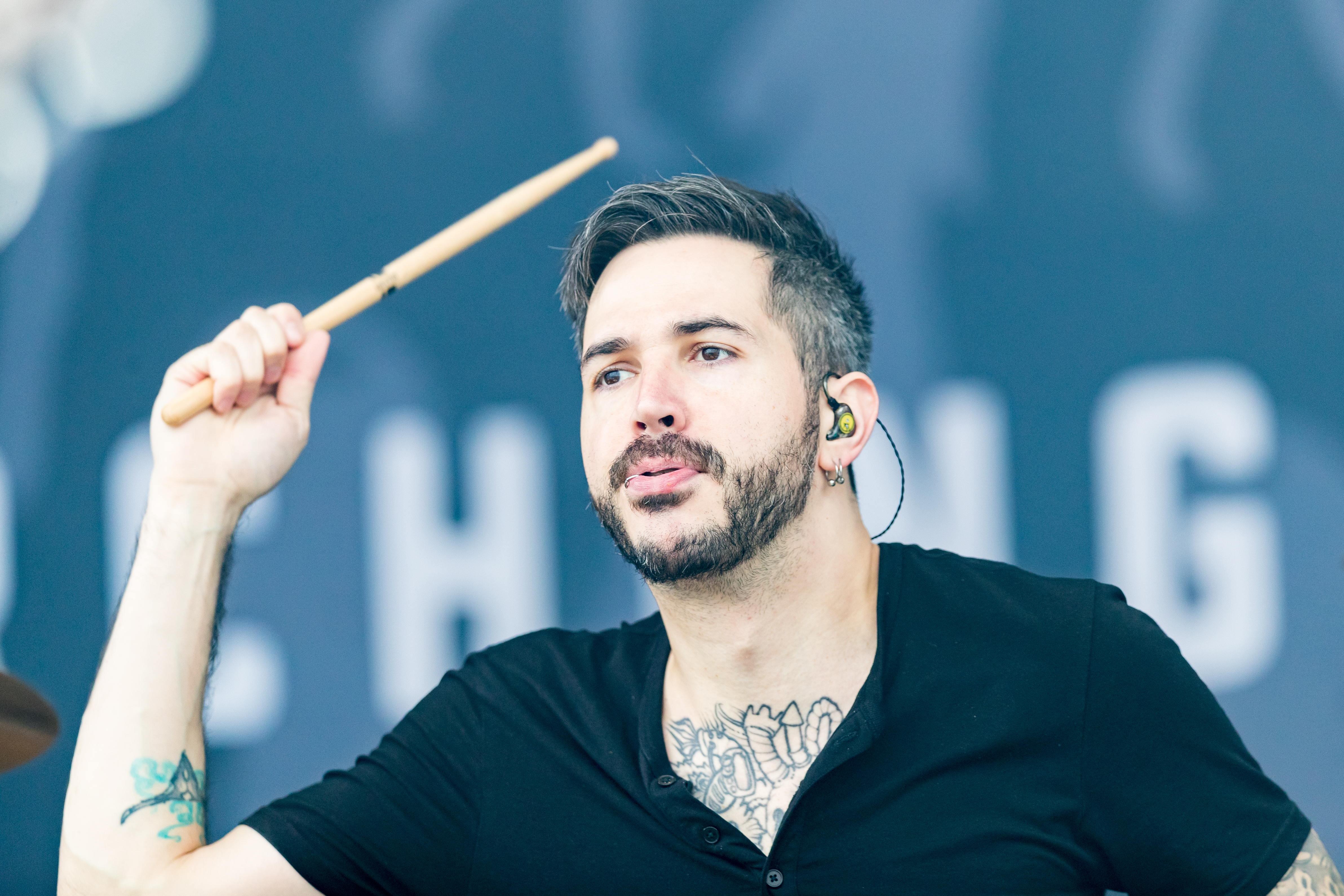
Ryan Bennett (Schlagzeug)

Im Oktober 2020 verkündete Mark Tremonti, dass er im November und Dezember 2020 das fünfte Studioalbum aufnehmen wird. Die bisherigen Live-Musiker Tanner Keegan und Ryan Bennett wurden zwischenzeitlich zu festen Bandmitgliedern befördert. Das Album Marching in Time erschien schließlich am 24. September 2021. Das Album erreichte Platz zehn der deutschen, Platz 13 der Schweizer, Platz 21 der österreichischen, Platz 45 der britischen und Platz 184 der US-amerikanischen Albumcharts. Ab September 2021 gingen Tremonti auf US-Tournee mit Sevendust. Im November und Dezember 2021 tourten beide Bands im Vorprogramm von Daughtry durch die USA, bevor im Januar und Februar 2022 eine Europatournee mit den Bad Wolves folgte.

### The End Will Show Us How
Tremonti brachten Anfang Januar 2025 ihr sechstes Studioalbum The End Will Show Us How heraus.

## Stil
Die Musik von Tremonti unterscheidet sich stark von Mark Tremontis anderen Bands Alter Bridge bzw. Creed. Gegenüber dem deutschen Metal Hammer erklärte er, dass das Material für seine Soloband „vom Songwriting her deutlich metallastiger als Lieder von Alter Bridge“ sein. Metal sei „immer noch die Lieblingsmusik“ von ihm und er nannte Metallica als großen Einfluss. Viel der für seine Band verwendeten Musik wurde von seinen Bandkollegen bei Alter Bridge und Creed als „zu Metal“ abgelehnt. John D. Buchanan von AllMusic bezeichnete Tremontis Debütalbum All I Was als „harten, schnellen Thrash Metal, der jedoch einen starken melodischen Kern besitzt und Hinweise auf den Post-Grunge aufweist, der seine Stammbands so populär gemacht hat“. Er verglich die Band mit den frühen Metallica. Joe Daly vom Onlinemagazin The Nervous Breakdown stellte fest, dass jedes Lied um starke, melodische Texturen zentriert ist, die „der Musik Tiefe geben“ würden.

## Diskografie

### Studioalben
| Jahr | Titel Musiklabel                        | Höchstplatzierung, Gesamtwochen, AuszeichnungChartplatzierungen (Jahr, Titel, Musiklabel, Platzierungen, Wochen, Auszeichnungen, Anmerkungen) | Höchstplatzierung, Gesamtwochen, AuszeichnungChartplatzierungen (Jahr, Titel, Musiklabel, Platzierungen, Wochen, Auszeichnungen, Anmerkungen) | Höchstplatzierung, Gesamtwochen, AuszeichnungChartplatzierungen (Jahr, Titel, Musiklabel, Platzierungen, Wochen, Auszeichnungen, Anmerkungen) | Höchstplatzierung, Gesamtwochen, AuszeichnungChartplatzierungen (Jahr, Titel, Musiklabel, Platzierungen, Wochen, Auszeichnungen, Anmerkungen) | Höchstplatzierung, Gesamtwochen, AuszeichnungChartplatzierungen (Jahr, Titel, Musiklabel, Platzierungen, Wochen, Auszeichnungen, Anmerkungen) | Anmerkungen                              |
| Jahr | Titel Musiklabel                        | DE | AT | CH | UK | US | Anmerkungen                              |
| ---- | --------------------------------------- | --- | --- | --- | --- | --- | ---------------------------------------- |
| 2012 | All I Was Fret12                        | DE48 (1 Wo.)DE | AT43 (1 Wo.)AT | — | UK41 (1 Wo.)UK | US29 (2 Wo.)US | Erstveröffentlichung: 17. Juli 2012      |
| 2015 | Cauterize Fret12                        | DE34 (1 Wo.)DE | AT44 (1 Wo.)AT | CH21 (2 Wo.)CH | UK23 (1 Wo.)UK | US20 (1 Wo.)US | Erstveröffentlichung: 4. Juni 2015       |
| 2016 | Dust Fret12                             | DE31 (1 Wo.)DE | AT33 (1 Wo.)AT | CH28 (2 Wo.)CH | UK16 (1 Wo.)UK | US34 (1 Wo.)US | Erstveröffentlichung: 29. April 2016     |
| 2018 | A Dying Machine Napalm Records          | DE18 (2 Wo.)DE | AT14 (2 Wo.)AT | CH3 (2 Wo.)CH | UK19 (1 Wo.)UK | US57 (1 Wo.)US | Erstveröffentlichung: 8. Juni 2018       |
| 2021 | Marching in Time Napalm Records         | DE10 (1 Wo.)DE | AT21 (1 Wo.)AT | CH13 (1 Wo.)CH | UK45 (1 Wo.)UK | US184 (1 Wo.)US | Erstveröffentlichung: 24. September 2021 |
| 2025 | The End Will Show Us How Napalm Records | DE21 (1 Wo.)DE | AT9 (1 Wo.)AT | CH9 (1 Wo.)CH | — | — | Erstveröffentlichung: 10. Januar 2025    |

### Musikvideos
- 2012: You Waste Your Time
- 2012: So You’re Afraid
- 2013: Wish You Well
- 2018: Take You with Me
- 2019: Throw Them to the Lions
- 2021: If Not for You
- 2021: Marching in Time
- 2024: Just Too Much